# Chardoniella capitata
Chardoniella capitata är en svampart som beskrevs av Buriticá & J.F. Hennen 1980. Chardoniella capitata ingår i släktet Chardoniella och familjen Pucciniosiraceae.   Inga underarter finns listade i Catalogue of Life.